# Kayee Panyang (Syamtalira Bayu)
Kayee Panyang is een bestuurslaag in het regentschap Aceh Utara van de provincie Atjeh, Indonesië. Kayee Panyang telt 618 inwoners (volkstelling 2010).